# Labeatis Mons
Labeatis Mons és una estructura geològica del tipus mons a la superfície de Mart, situada amb el sistema de coordenades planetocèntriques a 37.84 ° de latitud N i 284.54 ° de longitud E. Fa 42.78 km de diàmetre. El nom va ser fet oficial per la UAI l'any 1994 i pren el nom d'una característica d'albedo, Labeatis Lacus.